# Йохан Лудвиг (Насау-Саарбрюкен)
Йохан Лудвиг фон Насау-Саарбрюкен (на немски: Johann Ludwig von Nassau-Saarbrücken; * 20 октомври 1472; † 18 юни 1545) е от 1490 до 1545 г. граф на Насау-Саарбрюкен.

## Живот
Той е единственият син на граф Йохан II фон Насау-Саарбрюкен (1423 – 1472) и втората му съпруга Елизабет от Вюртемберг-Урах (1447 – 1505), дъщеря на граф Лудвиг I от Вюртемберг-Урах. Ражда се три месеца след смъртта на баща му. Майка му Елизабет е негов опекун до омъжването ѝ през 1474 г. за Хайнрих Стари, граф цу Щолберг-Вернигероде (1436 – 1511). След това негови опекуни са Филип II фон Насау-Вайлбург и Еберхард I фон Вюртемберг.
Йохан Лудвиг живее до 14-ата си годишнина във Вайлбург. През 1483 г. се записва да следва в Хайделберг и 1485 г. в Тюбинген. След това за малко е в двора на херцог Рене II от Лотарингия, и след това следва в Париж.
През 1490 г. той поема сам управлението. След 1491 г. се бие при Максимилиан I при Мец против Шарл VIII от Франция.
През 1495 г. Йохан Лудвиг придружава своя зет пфалцграф Александер фон Пфалц-Цвайбрюкен и неговия братовчед епископ Антоан дьо Крой в поклонение в Светите земи. През 1495 г. в Гробната църква в Йерусалим става рицар на Светия гроб Господен.
От 1496 г. той е камерхер и съветник на Ренé II от Лотарингия. През 1498 г. е член на държавния съвет на Максимилиан I. Той го придружава в Италия и през 1499 г. участва в боевете против швейцарците. Той помага финансово на Максимилиан.
През 1499 г. Йохан Лудвиг е сърегент на братовчед си Лудвиг фон Насау-Вайлбург. През 1503 г. Максимилиан I посещава Саарбрюкен.
Той остава верен на императора и е на разположение като съветник и на Карл V, който през 1544 г. е в Саарбрюкен.
През последните години Йохан Лудвиг много се интересува от алхимия. През 1544 г. разделя собствеността си между синовете си Филип, Йохан и Адолф, като запазва обаче една четвърт от доходите.
Погребан е в манастирската църква Св. Арнуал в Саарбрюкен.

## Фамилия
Първи брак: през 1492 г. с пфалцграфиня Елизабет фон Пфалц-Цвайбрюкен (1469 – 1500), дъщеря на пфалцграф и херцог Лудвиг I фон Пфалц-Цвайбрюкен, която умира през 1500 г. Двамата имат децата:
- Отилия (1492 – 1554), омъжена 1516 г. за Йохан V фон Сайн (1493 – 1529)
- Анна (1492 – 1565), монахиня в Розентал
- Елизабет (1495 – 1559), монахиня
- Йохана (1496 – 1566), абатеса на Хербицхайм
- Маргарета (* 1497), умира неомъжена
- Фелицитас (* 1499), монахиня

Втори брак: през 1506/14 февруари 1507 г. с графиня Катарина фон Моерс-Сарверден (* 1485/1491; † 16 септември 1547), дъщеря на граф Йохан III (II) фон Мьорс-Сарверден († 1507) и графиня Анна фон Берг'с Херенберг († 1553). Двамата имат децата:
- Анна (1508 – 1582)
- Филип II (1509 – 1554), женен 1535 г. за Катарина Аполония фон Лайнинген-Хартенбург
- Йохан IV (1511 – 1574)
- Маргарета (1513 – 1562)
- Елизабет (1515 – 1590)
- Катарина (1517 – 1553), омъжена 1537 г. за Емих IX фон Лайнинген-Дагсберг (1498 – 1541)
- Агнес (* 1519)
- Йохан Лудвиг (1524 – 1542)
- Адолф (1526 – 1559), женен 1553 г. за Анастасия фон Изенбург-Гренцау